# Atopsyche huacapuncu
Atopsyche huacapuncu är en nattsländeart som beskrevs av Schmid 1989. Atopsyche huacapuncu ingår i släktet Atopsyche och familjen Hydrobiosidae. Inga underarter finns listade i Catalogue of Life.